# Neil Ritchie
El General Sir Neil Methuen Ritchie, GBE, KCB, DSO, MC (29 de juliol de 1897 – 11 de desembre de 1983), va ser un comandant militar britànic durant la Segona Guerra Mundial.
La carrera militar de Ritchie s'inicià el 1914, quan va rebre el despatx d'oficial als Black Watch. Durant la Primera Guerra Mundial serví a França i a Mesopotàmia, sent condecorat amb la Creu Militar el 1918.
A l'inici de la Segona Guerra Mundial, Ritchie havia estat promogut fins al rang de brigadier, participant en l'evacuació de Dunkerque. Ocupà diversos càrrecs als estats majors dels generals Wavell, Brooke i Auchinleck, sent molt apreciat per tots ells. Va ser Auchinleck qui li atorgà el màxim comandament de camp que tingué, el Vuitè Exèrcit al novembre de 1941.
Ritchie tingué la mala sort de tenir aquest comandament durant les primeres fases de la guerra, quan la fortuna britànica es trobava en el seu punt més baix. El Vuitè Exèrcit, al nord d'Àfrica, era l'única força de terra britànica que s'estava enfrontant als alemanys en qualsevol part del món. Després d'alguns èxits contra els italians, els britànics van haver de retrocedir davant de l'Afrika Korps, comandat per Erwin Rommel. Si bé Ritchie va ser nomenat de manera interina, fins que es pogués trobar un comandant adequat, va estar-se 6 mesos comandant al 8è Exèrcit. Durant aquest període tingué lloc la batalla de Gazala entre maig i juny de 1942, on Ritchie fallà en exèrcit un fort comandament sobre l'exèrcit i els britànics patiren una greu derrota, perdent el port de Tobruk. Va ser rellevat del comandament per Auchinleck el 25 de juny de 1942, tot just abans de la primera batalla d'El Alamein. Ritchie va ser enormement criticat durant i després de la guerra pel seu fracàs en aturar a Rommel, tot i que ha tingut destacats defensors, com notablement el Marsical Lord Carver.
Després de ser substituït al capdavant del 8è Exèrcit, Richtie va ser nomenat comandant de la 52a Divisió (Lowland) a Gran Bretanya i després el XII Cos durant els desemarcaments de Normandia. De fet, Titchie tornà a guanyar-se un comandament actiu després de la seva dimissió, a diferència del seu predecessor al 8è Exèrcit, Cunningham, per la gran estima que li tenia el Cap de l'Estat Major General Imperial, mariscal Alanbrooke.
Després de la guerra, Ritchie seguí a l'exèrcit i el 1947 serví com a Comandant en Cap de les Forces Britàniques a l'Extrem Orient, aide-de-camp del Rei i coronel dels Black Watch, el seu antic regiment. Després del seu retir marxà al Canadà i exercí com a president d'una companyia d'assegurances.
Va morir a Toronto als 86 anys.

## Condecoracions
- Gran Creu de l'Orde de l'Imperi Britànic (7 de juny de 1951)
- Comandant de l'Orde del Bany (6 de juny de 1947)
- Orde del Servei Distingit (24 d'agost de 1917)
- Creu Militar (30 de juny de 1919)
- Estrella de 1914-15
- Medalla Britànica de la Guerra 1914-20
- Medalla de la Victòria 1914-1918
- Estrella de 1939-45
- Estrella d'Àfrica
- Estrella de França i Alemanya
- Medalla de la Guerra 1939-1945
- Cap Comandant de la Legió del Mèrit (Estats Units)
- Orde Virtuti Militari de 5a classe (Polònia)
- Gran Oficial amb Espases de l'Orde d'Orange-Nassau